# 朝鲜陶瓷

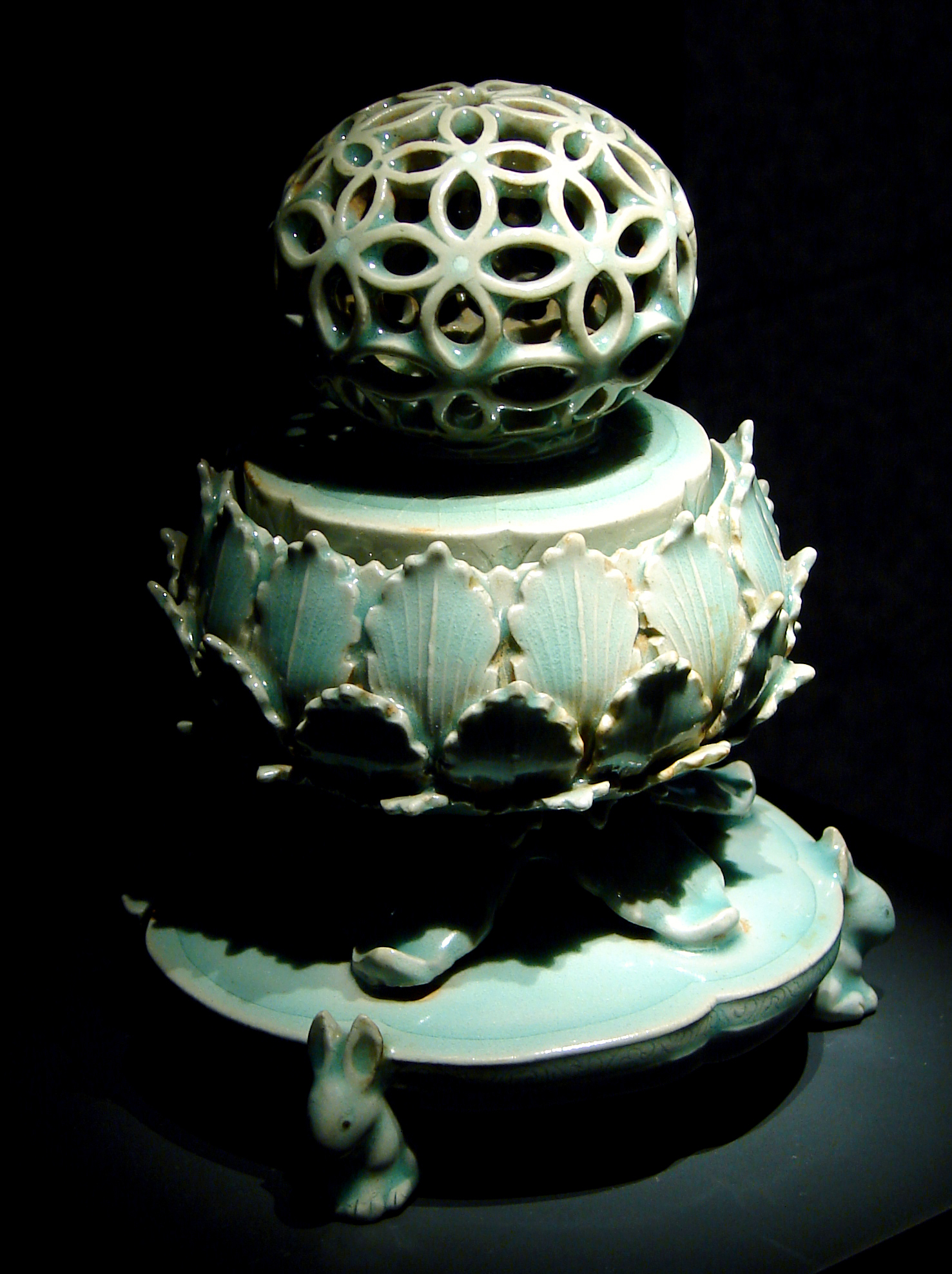
青瓷透刻七寶紋香爐，韩国国宝95号

朝鲜陶瓷开始于隆起文土器。9世纪后期，统一新罗从中国引进制瓷技术，是世界上最早引进製瓷技术的国家之一。12世纪，青瓷在朝鲜半岛的发展达到鼎盛，创造出翡色青瓷、镶嵌青瓷等独具特色的高丽青瓷。高丽也因此成为蜚声海外的东亚瓷器出口国。学术界有观点认为高丽青瓷在某些方面甚至超越了其母体宋代青瓷。朝鲜王朝时期，朝鲜陶瓷在“尚白”的风尚下由青瓷经粉青沙器过渡到朝鲜白瓷。通过学习、借鉴中国瓷器，朝鲜烧制出纯白瓷、镶嵌白瓷、铁画白瓷等具有本土特色的瓷器品种，并结合本民族审美艺术创造出朝鲜白瓷独具特色的风格。:129。
朝鲜陶瓷对日本陶瓷的发展影响甚大。日本古坟时代的须惠器，以及万历朝鲜战争之后的有田烧、萨摩烧等都是从朝鲜半岛传入日本的。万历朝鲜战争期间，朝鲜瓷匠将制瓷技术从朝鲜传入日本，使日本从陶器时代进入瓷器时代:163。

## 远古时期

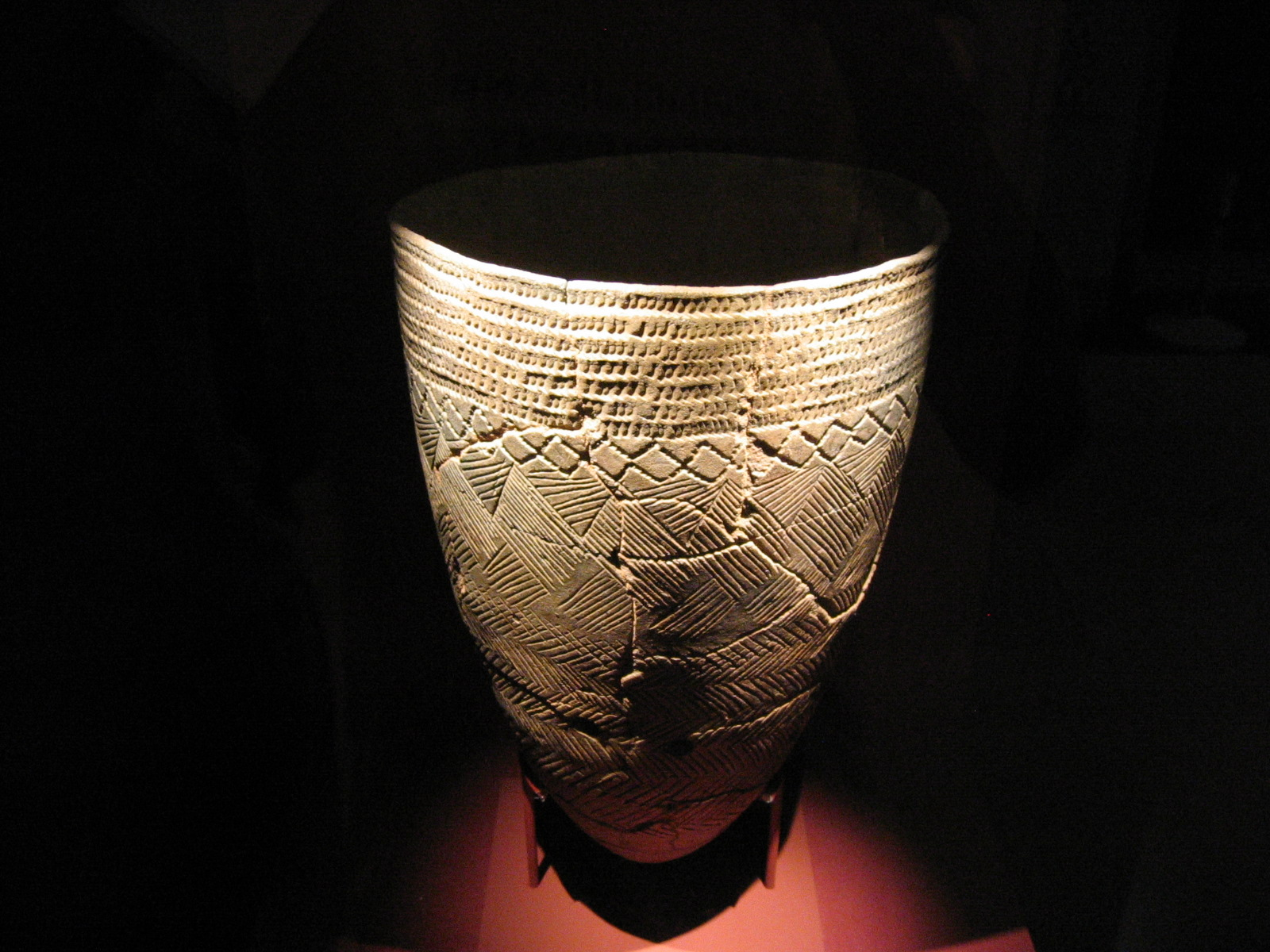
朝鲜栉文陶器

目前所知朝鲜半岛最早的陶器大约出现于公元前8000年。隆起文土器被认为是朝鲜半岛最早期的陶器。新石器时期的朝鲜陶器与俄罗斯远东、中国东北地区以及日本列岛出土的陶器相似，是一种露天烧制的，烧成温度在600℃至800℃之间的低温软陶。这时期的朝鲜陶器有简单的几何装饰纹，主要是栉纹（或篦纹），也有少量绳纹。西海岸地区出土的栉文陶器是这一时期朝鲜陶器的代表。栉文陶器大多是通过泥条盘筑法成型的红褐色或灰褐色大口深腹尖底、圆底或平底器皿，一般使用含有大量云母的沙质黏土为胎土。为增强强度，少量栉文陶器在胎土中也掺加石棉或滑石 :3-4:5-6。
青铜器时期，朝鲜陶器的烧成温度升高到了700℃至900℃之间。由于这一时期的朝鲜陶器不带有纹饰，学术界称之为“无纹陶器”。韩国学界认为这一时期陶器从有纹到无纹转变的主要原因是为了提高陶器制作效率而省略了繁缛的纹饰。出土的无纹陶器有瓮、圆低壶、高杯、长颈壶、短颈壶等器型。前期的无纹陶器多为褐色粗陶。在无纹粗陶之后，朝鲜半岛还出现了更为精致的红色和黑色的研磨陶器。咸镜北道地区还有少量彩陶出土。:6:6

## 前三国时期

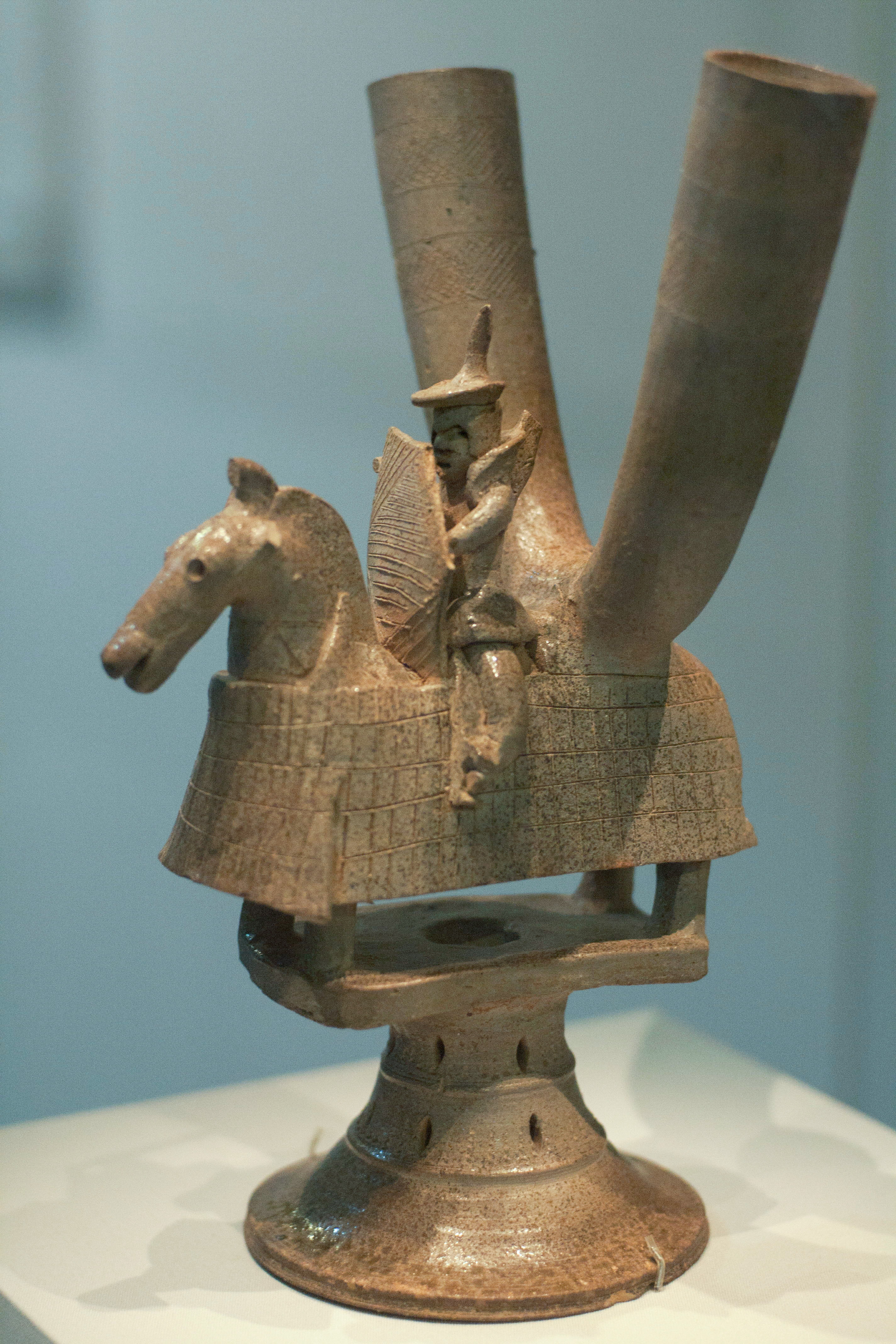
陶器骑马人物形角杯，韩国国宝275号

前三国时期的铁器时代是朝鲜陶瓷史的一个里程碑阶段，以带有按压纹的软陶、硬陶和灰陶为代表。这一时期的陶器不再是露天烧制，而是在相对封闭的烧制温度可以达到1000℃以上的龙窑烧制。由于烧制技艺的改进，这一时期的朝鲜陶器颜色由褐色变为灰青色或灰色，硬度也得到加强，在敲击时能发出清脆的声音。由于冶铁技术的发展，朝鲜陶器在这一时期得以大量地生产，并开始出现了轮制技术和陶拍等工具。:11-12
铁器时代的朝鲜陶器延续了前期无纹陶瓷的无纹特色，不过这一时期也开始出现用拍打形成的印纹。韩国学术界称之为“打捺纹”。庆尚南道金海市会岘里贝冢、首尔江东区风纳洞、京畿道阳平郡大心里、釜山朝岛贝冢、海南郡谷里贝冢等都是这一时期的遗址:11-12。

## 三国时期

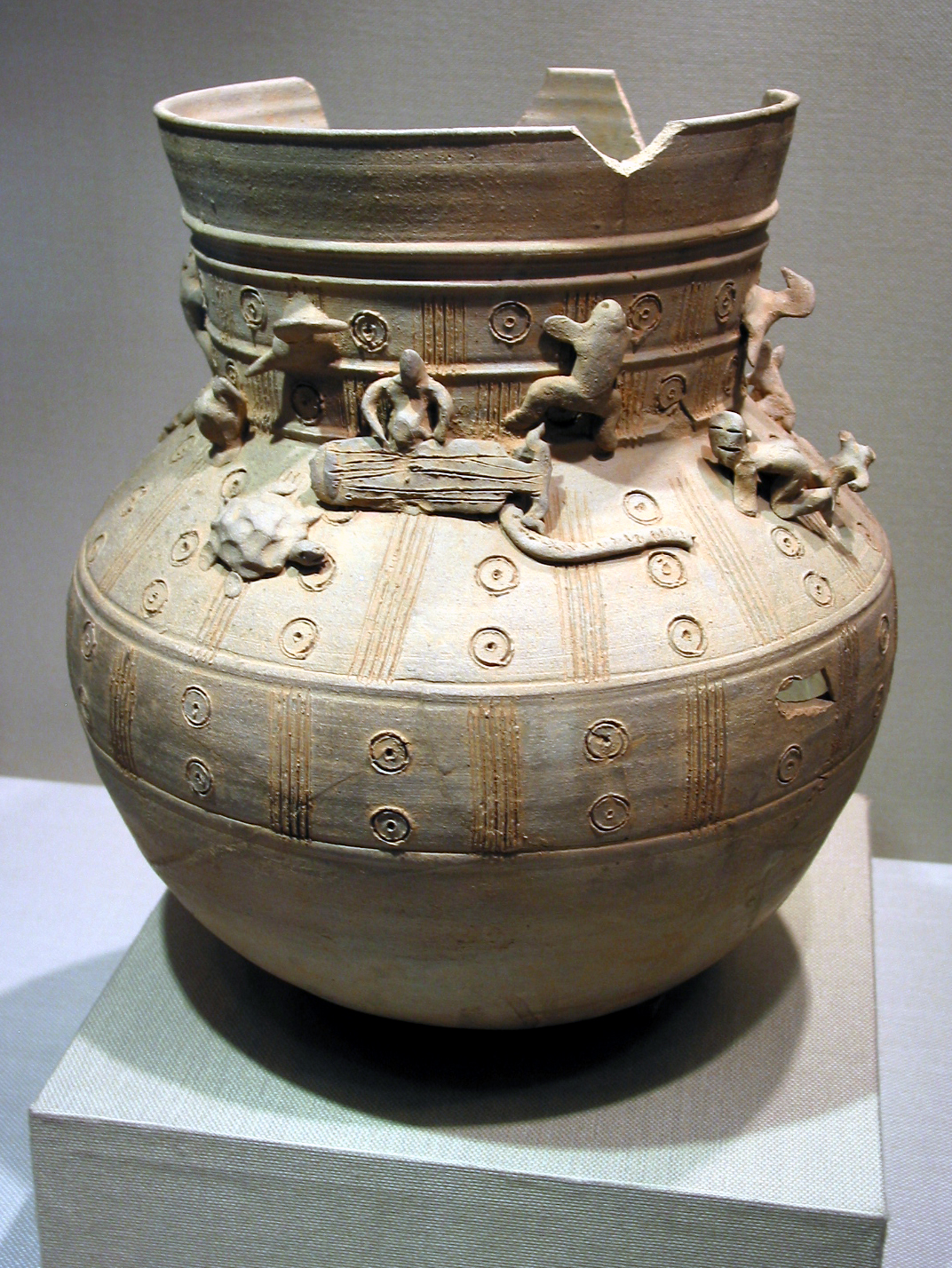
5世纪早期新罗陶器土偶装饰长颈壶，韩国国宝195号

高句丽陶器以软陶和黑色系列硬陶为主，器型以宽口、平底，实用性很强的罐类居多。四耳壶是高句丽陶器代表性的器型。纹饰方面，高句丽陶器以波浪纹、齿纹、绳纹等为主。早期高句丽陶器多为夹砂无釉粗陶，中期多为夹细砂陶和泥质灰陶，并出现了釉陶。施以铅釉的黄褐釉陶是高句丽代表性的釉陶。韩国学界认为这是受中国六朝时期彩陶的影响。后期的高句丽陶器在器型上变得更加多样化，出现了双耳壶、大口瓮、陶枕、陶砚等。:14:49
百济陶器以席纹陶器最为有特色，此外还有高句丽的褐色有耳陶器以及铁器时代延续下来的灰陶。迁都到熊津后，百济与中国南朝交往频繁。高足杯、三足器、器台等器型显示出中国元素的影响。迁都泗沘后，由于佛教在百济的兴起，佛教用于藏骨用的骨壶制作数量大为增加。:15-19
新罗陶器是种烧成温度在1000℃以上的硬质灰陶，结构致密，强度大，近似炻器。早期新罗陶器主要采用泥条盘筑的方法进行成型，4世纪中叶开始使用轮制成型方法。新罗陶器不施釉，而是通过高温将胎土中的二氧化硅玻化，在陶器表面形成与釉一样的光滑效果。新罗陶器器型多为高足杯、长颈壶、器台等，大部分器皿无纹。由于厚葬的习俗，新罗出土陶器中有很多车型、舟型、人偶等异形陶器。:21-26:176

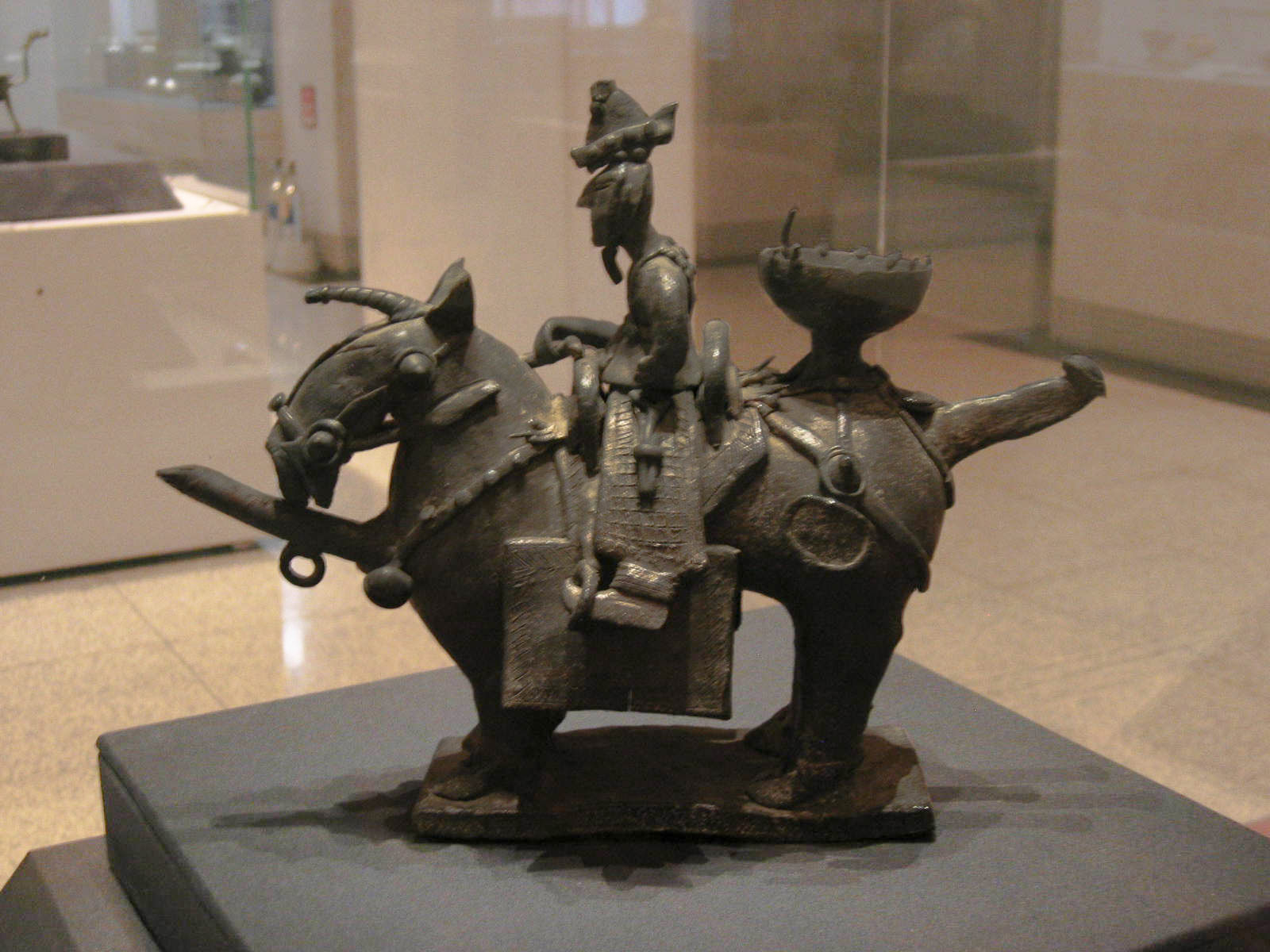
新罗骑士陶俑，韩国国宝91号

新罗统一三国后，其陶器开始施黄色和绿色釉，并有各种纹样。佛教的盛行使统一新罗的骨壶比三国时期更加华丽、精致:28-31:214。受唐三彩的影响，统一新罗时期出现了名为“新罗三彩”的三彩釉陶。9世纪后期，新罗开始从中国江浙地区输入青瓷、黑瓷和白瓷等瓷器，以及制瓷技术。朝鲜陶瓷从此进入瓷器时代:2。

## 高丽王朝

### 高丽青瓷

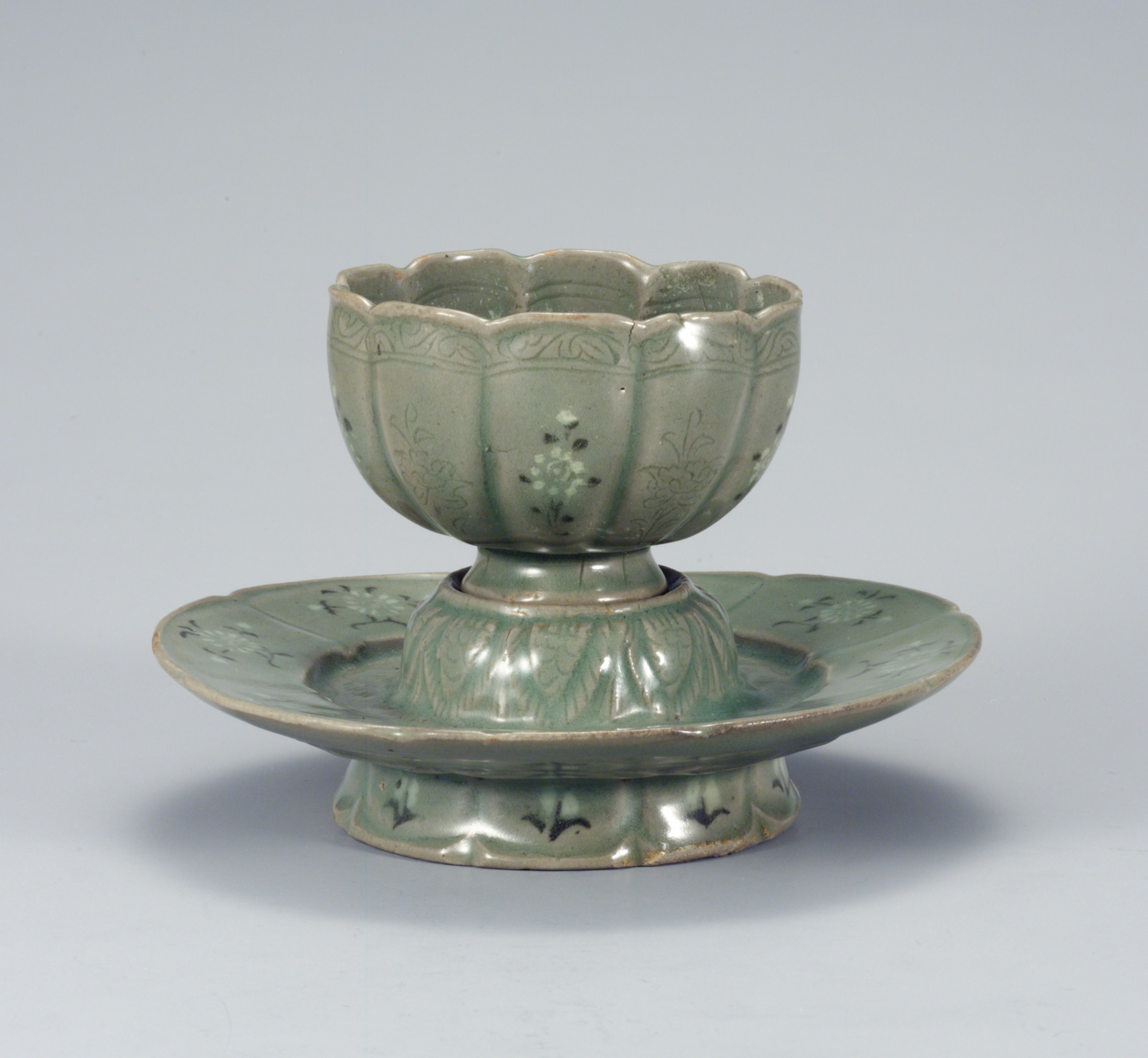
镶嵌青瓷菊花纹杯与托盏

早期朝鲜半岛西部和南部海岸生产的青瓷主要是效仿中国浙江的越窑。韩国学者郑良谟所著的《高丽青瓷》将早期高丽青瓷分为玉璧底优质青瓷和粗质绿青瓷两个系统。玉璧底优质青瓷由于造价昂贵，产量有限，主要用于满足上层社会需求。相反，绿青瓷产量大价格便宜，成为普通民众的日用品。全罗南道康津的青瓷窑是这一时期优质青瓷窑的代表。这里生产的青瓷釉色漂亮，胎质致密，其中的上品已经接近高丽青瓷鼎盛时期的翡色（翡翠色）。:2-3
10至11世纪，高丽青瓷的制作工艺得到发展与完善，并开始高丽化。继康津窑之后，全罗北道扶安郡保安面一带的瓷窑也发展成为颇具规模的官窑:3。文宗执政期间（1046-1082年），高丽青瓷进入兴盛期。从11世纪中期开始，高丽青瓷显示出曲线柔和的高丽精致风格。与此同时，高丽青瓷的烧制技术也开始逐渐赶超宋朝:15-17。

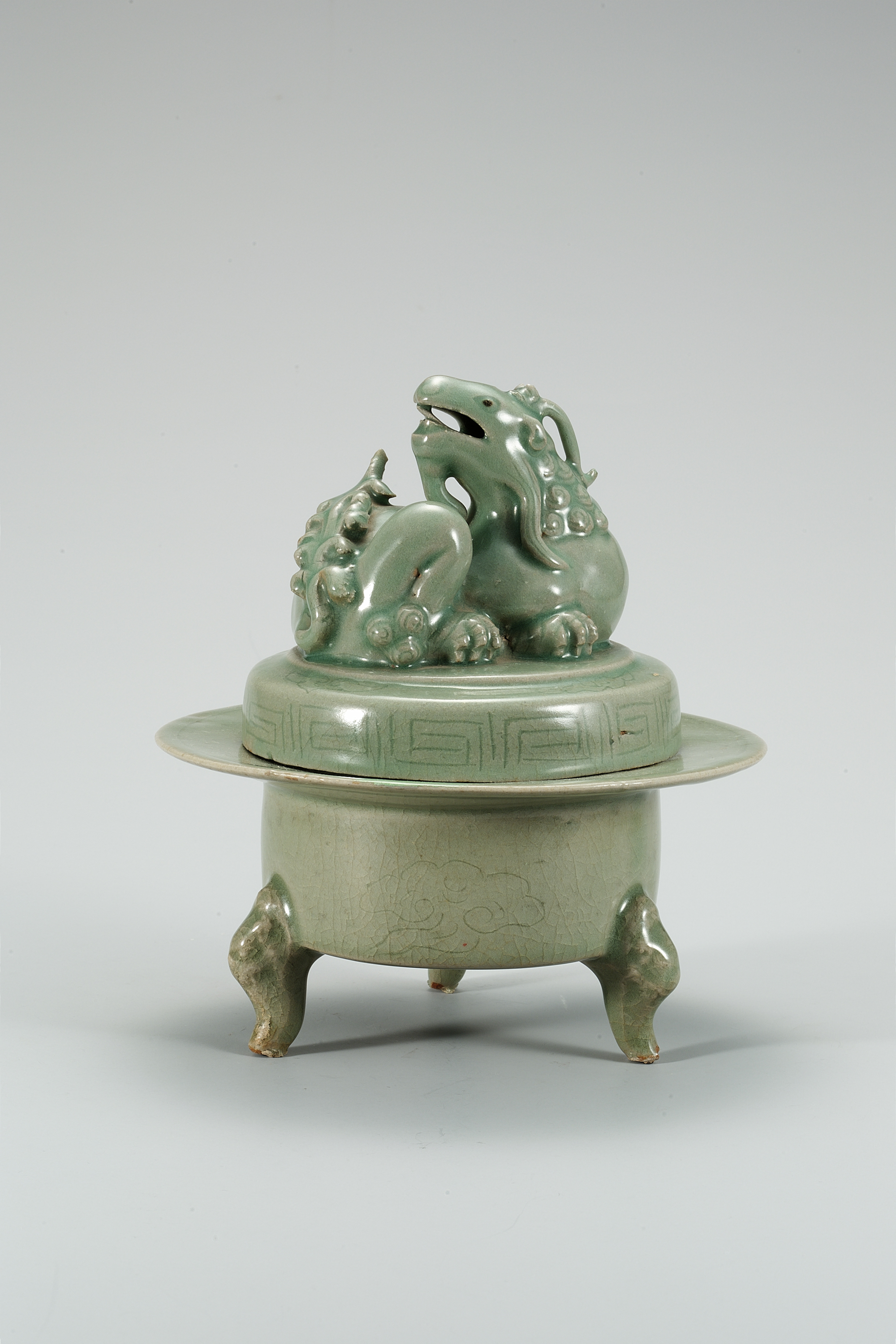
韩国国宝65号青瓷麒麟香炉（12世纪）

12世纪前期，纯色高丽青瓷进入鼎盛时期。随着高丽青瓷还原烧制技术变得更加精湛，青瓷釉色逐渐变亮，12世纪初接近翡色。仁宗元年（1123年），北宋徽宗年间到访高丽的使臣随员徐兢在其《宣和奉使高丽图经》卷三十二器皿条对高丽青瓷作了褒奖:“陶器色之青者，丽人谓之翡色。近年以来制作工巧，色泽尤佳……狻猊出香，亦翡色也。上为蹲兽，下有仰莲以承之。诸器为此物最精绝。”宋代太平老人所著的《袖中锦》将高丽青瓷称为“高丽秘色”，并将其列为天下第一的物品之一：“监书、内酒、端砚、徽墨、洛阳花、建州茶、蜀锦、定瓷、浙漆、吴纸、晋铜、西马、东绢、契丹鞍、夏国剑、高丽秘色……皆为天下第一，他处虽效之，终不及。”:17-18这一时期的高丽青瓷釉色半透明，几乎无开片。由于胎土瓷化得好，青瓷胎质变得更加致密。此外，高丽青瓷在器形方面也摆脱了中国青瓷的影响，显示出端雅的高丽风格。韩国学界将这一时期视为高丽青瓷发展史上的第一个高峰:3。
12世纪中叶，随着高丽青瓷镶嵌技法的日趋成熟，镶嵌青瓷开始进入全盛时期，形成高丽陶瓷发展史的第二个高峰。这一时期的高丽青瓷釉色透亮，并出现开片。器形方面显示出流畅、柔和的高丽风格，摆脱了棱角犀利的中国陶瓷的影响。12世纪后半期，镶嵌青瓷已发展成为高丽代表性陶瓷，被大量批量生产。与此同时，高丽青瓷的镶嵌方法与纹样也日趋繁多，主纹与从属纹开始一起使用，传统的印花云鹤纹、折枝纹以及牡丹唐草纹等纹样也镶嵌得更加精巧，从而形成高丽青瓷独有的风格。:21

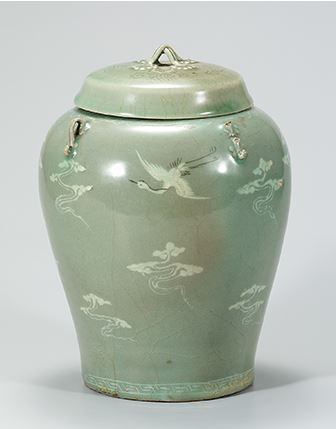
镶嵌青瓷云鹤纹蜜罐

1231年蒙古入侵高丽后，高丽文化遭到极大破坏，高丽青瓷开始从鼎盛走向衰退。1330年后，高丽青瓷开始进入极度衰退，后发展成为朝鲜王朝粉青沙器的母体。:22-25

### 高丽白瓷
早在三国时期，中国的白瓷就已经流入朝鲜半岛。百济武宁王陵、庆州皇龙寺遗址等都有中国白瓷出土。高丽白瓷的器型、纹样、烧制方法等与高丽青瓷相似，但使用白色高岭土为原料，其质量和产量都不如高丽青瓷。韩国学界认为高丽从10世纪前半叶开始烧制白瓷。早期的高丽白瓷主要是玉璧底，一种唐代中晚期比较流行的碗式。京畿道龙仁西里窑址出土了很多玉璧底白瓷，主要是盘、碗类，也有壶、瓶、盒、祭器等。:60-61:217
11世纪后半叶的高丽白瓷多为软瓷，器壁薄。受烧制技艺的局限，这一时期的高丽白瓷釉色纯度不高，微闪黄色，并有脱釉现象。12世纪，随着高丽青瓷鼎盛期的到来，高丽成功烧制出翡色青瓷和镶嵌青瓷，高丽白瓷的烧制技艺也逐渐得到很大的提高。白瓷的器型和纹饰也变得多样化，纹样装饰主要有无纹、阴刻、阳刻、镶嵌等。12世纪中叶后，随着镶嵌青瓷的兴起，阴刻、阳刻和无纹白瓷逐渐被镶嵌白瓷所替代。镶嵌白瓷使用的是硬质胎土，高丽白瓷的质地也随之变硬，器壁变厚。与此同时，之前的脱釉问题也得到很大的改善。13世纪后半叶至14世纪末，随着高丽陶瓷的衰退，高丽白瓷也开始停烧。:61-63:217

## 朝鲜王朝

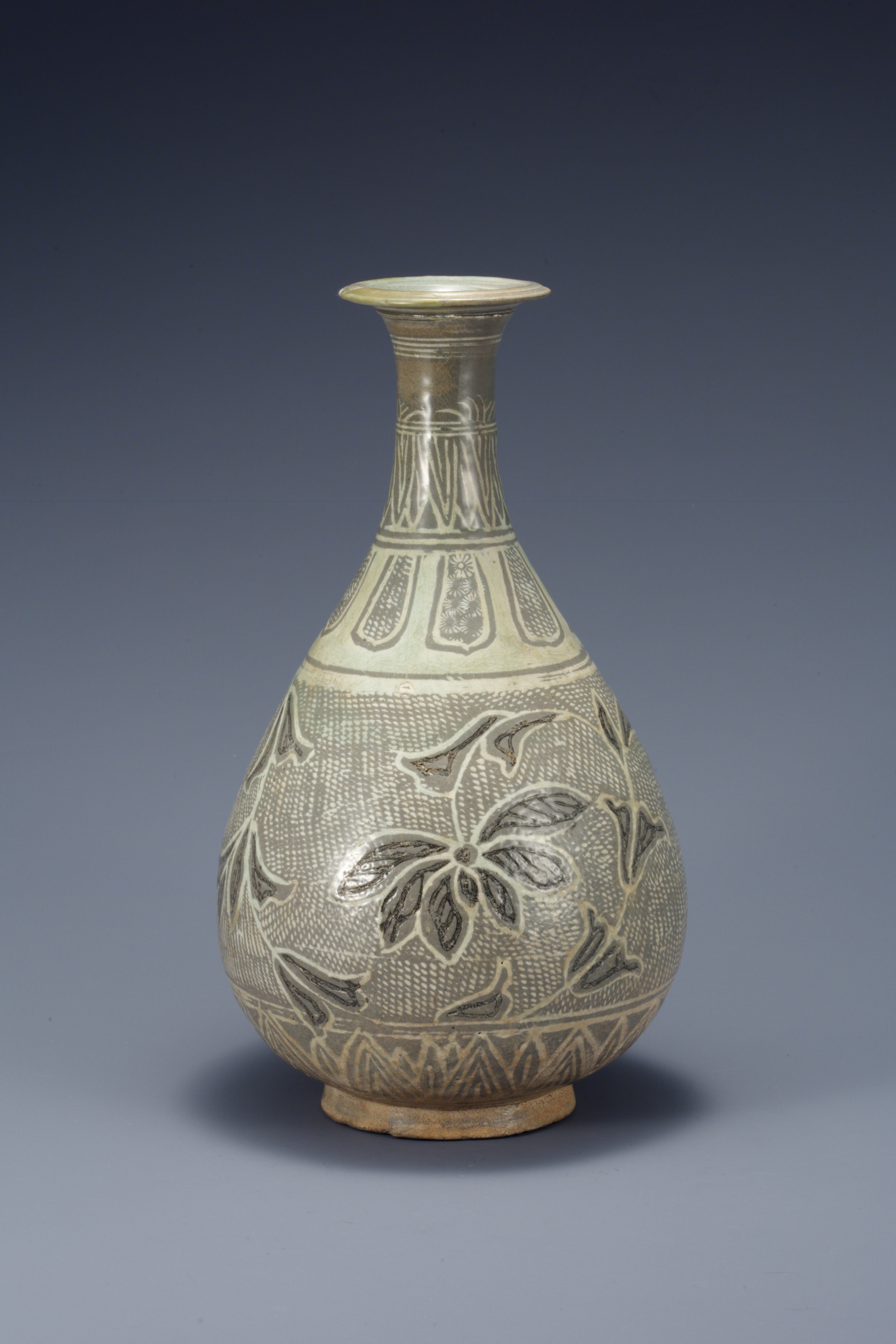
粉青沙器瓶

### 粉青沙器
14世纪末期，以全罗南道康津和全罗北道扶安官窑为中心的高丽陶瓷工艺由于高丽王朝的没落遭到很大的破坏。流散到全国各地的瓷匠，开始按各自的偏好在各地小规模建窑制瓷。传统镶嵌青瓷工艺在不断创新的过程中逐渐演变成为更趋实用化的粉青沙器。
粉青沙器是在与青瓷相同或更灰黑色的胎面上浸渍或涂刷一层化妆土，然后进行各种风格的装饰，主要有镶嵌、印花、剔花、刻花、铁锈花、刷制等技法。世宗统治时期，粉青沙器发展达到高潮。16世纪40年代，随着白瓷成为朝鲜陶瓷的主流后，粉青沙器开始逐渐消失。

### 朝鲜白瓷

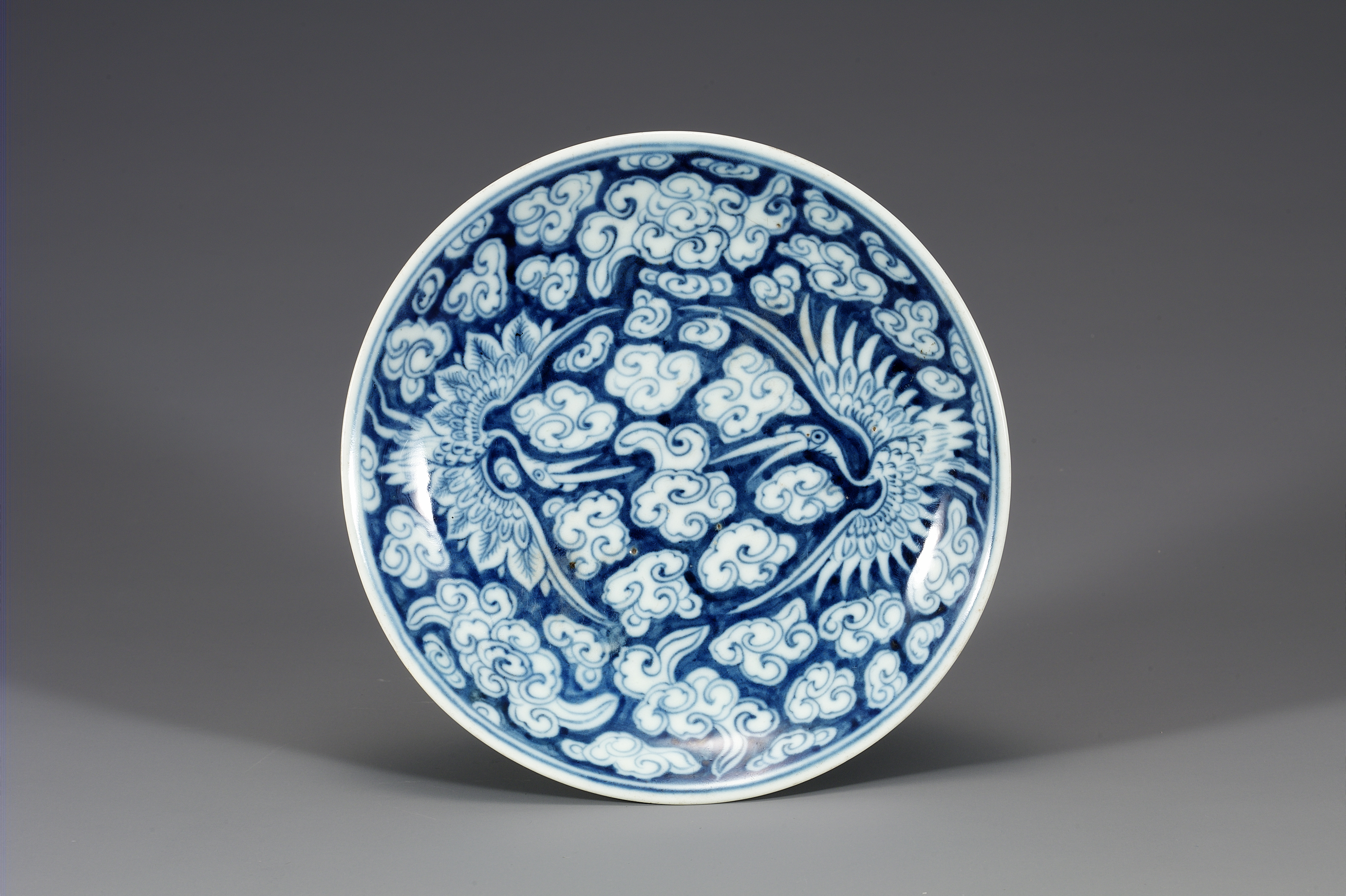
青花白瓷盘子

朝鲜王朝成立后，白瓷逐渐成为朝鲜陶瓷的主流。韩国学者姜敬淑所著的《粉青沙器研究》认为，15世纪前半叶，朝鲜纯白瓷与粉青沙器在同一瓷窑烧制。不过与裸烧的粉青沙器不同，白瓷是用匣钵装烧，因此比粉青沙器更为精致:161:25。据《朝鲜王朝实录》“世宗七年（1425）二月十五日”条记载，世宗时期明仁宗要求派往朝鲜的中国使臣带朝鲜白瓷回国。可见朝鲜白瓷的烧制技术在世宗时期已经很成熟，能够烧制出质高量的白瓷:189。不过这一时期白瓷的产量很少，仅供朝鲜宫廷御用或作为贡品生产。15世纪后半叶，朝鲜在广州设置官窑后，白瓷开始批量生产:162。12世纪出现的高丽青瓷镶嵌技法在朝鲜王朝初期在白瓷烧制中得到延续与发展，出现了镶嵌白瓷。不过由于在坯胎上直接描绘纹饰的青花白瓷技法的兴起，镶嵌白瓷从15世纪后半叶开始断烧:163-164。

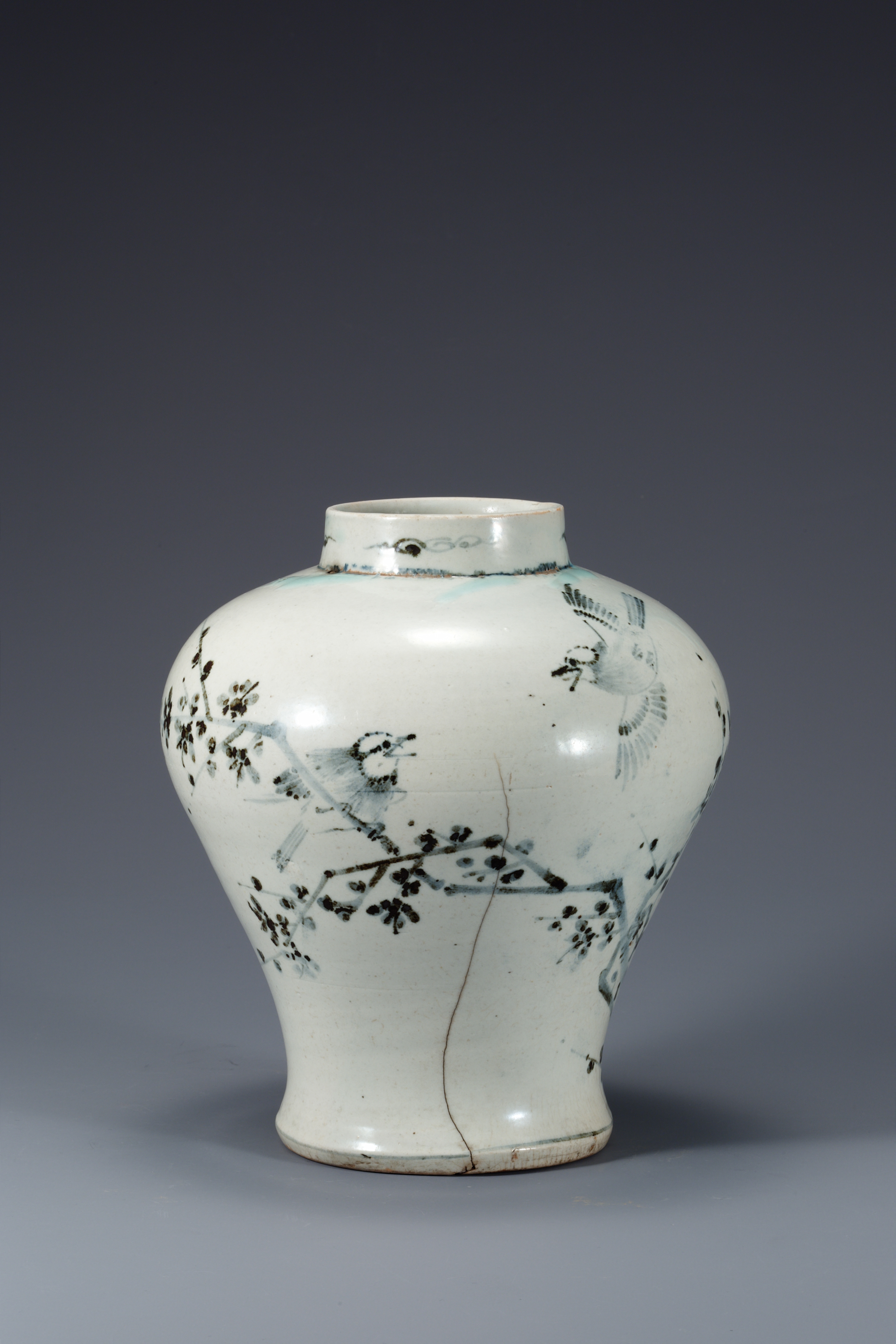
青花白瓷梅鸟纹壶

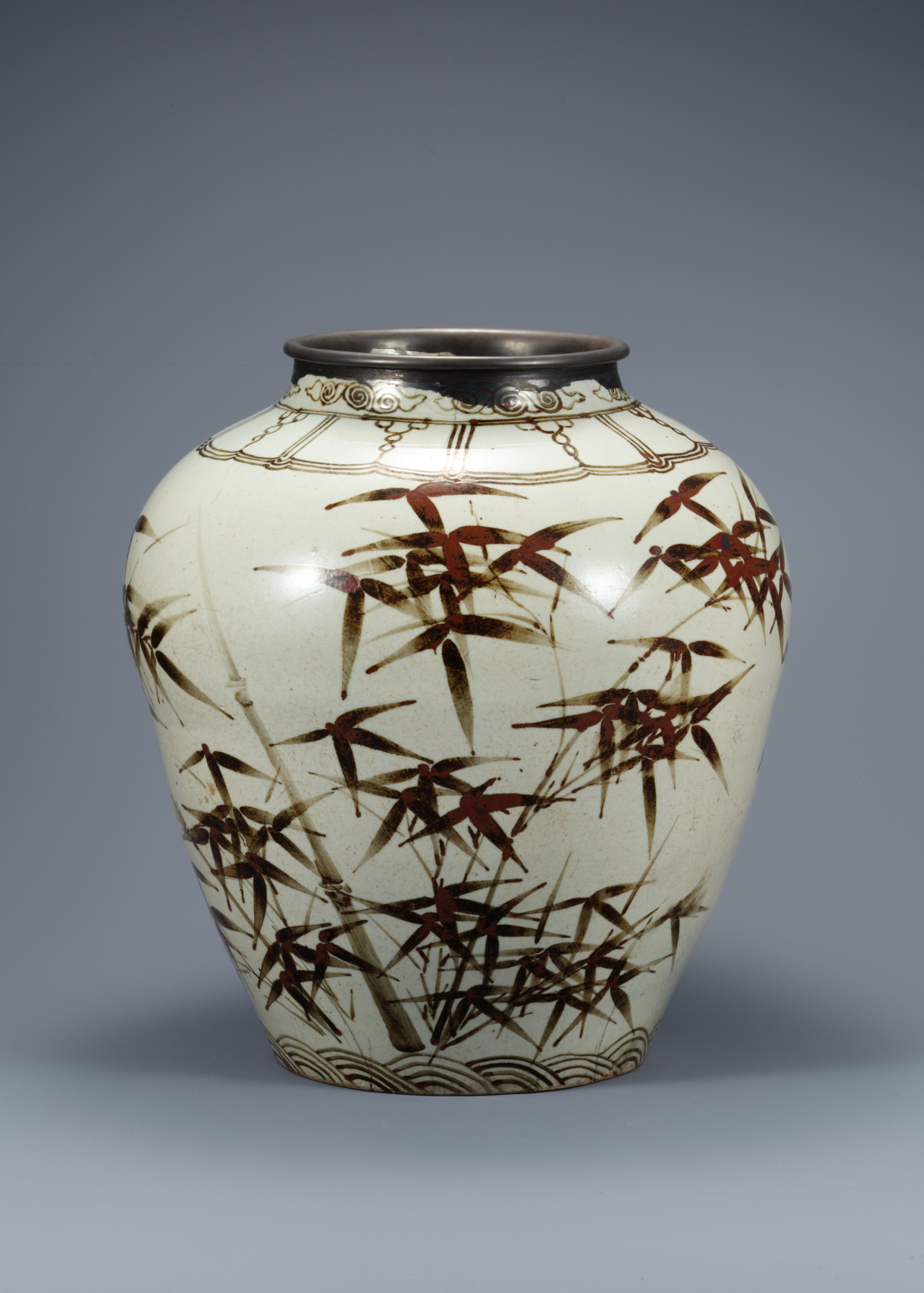
韩国国宝166号白瓷铁画梅竹纹壶

朝鲜早期的青花白瓷主要是效仿中国青花瓷，并逐渐使其朝鲜化:106。世宗时期，朝鲜就开始致力于本土青花料的开采与开发，世祖十三年（1467）左右，设于京畿道广州的朝鲜官窑就已经成功烧制出青花瓷。朝鲜文人成伣（1439-1504年）在其《慵斋丛话》中说：“世宗朝御器专用白瓷，至世祖朝杂用彩瓷，求回回青于中国，画尊、罍、杯、觞与中国无异。”不过由于青花料价格昂贵，朝鲜朝廷将青花瓷列为禁售、禁用的奢侈品。然而朝鲜对青花瓷的喜爱使这种禁令收效甚微。16世纪，朝鲜白瓷的产量有了很大的提高，但青花瓷却因青花料的缺乏而产量缩减:191-196。17世纪，由于后金的入侵，青花料无论是从中国进口还是本土开采都变得非常艰难:196-197。在这种背景下，使用氧化铁为颜料，与青花瓷装饰方法相同，装饰效果相近的铁画白瓷，在崇尚节俭的风气之下，逐渐替代了青花瓷。朝鲜白瓷也开始庶民化:178-181。17世纪末至18世纪上半叶的朝鲜白瓷釉面开始更加清透，坯胎颜色变得更白。其洁白度为朝鲜白瓷最高，被称为“雪白瓷”:197。18世纪中叶的正祖时期，由于朝鲜本土青花料的大量发现，青花白的产量开始增加，铁画白瓷产量则出现减少:182。不过，青花白瓷在青花料的使用上非常淡雅、节约，纹饰方面也更具朝鲜风格:197-198。
由于官窑需要大量木材为燃料，朝鲜官窑一般随柴薪周期每10年“更移他处”。英祖二十八年（1752），朝鲜停止了这种做法，将官窑固定在广州分院里。原本贵族化的白瓷开始被大众化地批量生产。青花白瓷也随着青花料供应的增加而产量提高。朝鲜白瓷在这一时期瓷土纯白，胎质缜密，釉色变青，被称为“分院器”。这一时期，朝鲜还成功烧出颇具特色的青花、釉里褐和釉里红并用的釉里三色。高宗二十年（1883），运营了400余年的朝鲜官窑民营化，退出历史舞台:199-201。

## 近代
近代，由于西方思想和生活方式的冲击，包括朝鲜陶瓷在内的传统工艺技术开始面临空前的危机。19世纪前后，西方和日本生产的瓷器开始进入朝鲜市场，挤占传统朝鲜陶瓷生存空间。日韓合併后，于1911年设立“中央试验所”，并在朝鲜原料丰富的地区建设工厂以新的生产方式大规模生产陶瓷。由于日本茶道与朝鲜传统陶瓷的渊源，古董仿造品市场因日本人对朝鲜传统陶瓷的热情也变得非常红火。
与此同时，日本人对朝鲜古窑址进行了一系列的调查与挖掘。包括全罗北道扶安郡12-13世纪的高丽青瓷古窑址和15世纪的粉青沙器古窑址在内的许多高丽王朝和朝鲜王朝时期的窑址遭到公然盗掘。1927年，日本人对忠清南道鸡笼山粉青沙器铁画纹样古窑址进行挖掘后，该古窑址已经荡然无存:212-213。

## 对日本陶瓷的影响
根据考古发现，5世纪前半叶的日本古坟时代，朝鲜半岛窑窟和辘轱成型制陶技术传人日本。根据矢部良明所著的《日本陶瓷史概述》，这种更为先进的制陶技术完全不同于日本以往野地烧陶的方法，使用辘轱成型技术，在1000℃-1100℃的高温还原焰中烧制出质地坚硬，形态美观的陶器，“须惠器”。须惠器的制作技术后传播到日本全国，开启了日本制陶新技术的先河。由于须惠器来自朝鲜半岛，这种新陶器在日本曾一度被称为“朝鲜土器”。
16世纪末，丰臣秀吉发动万历朝鲜战争，期间大量掠夺朝鲜瓷匠到日本发展制瓷业。万历朝鲜战争之前，日本陶瓷依然处在制陶技术阶段。万历朝鲜战争之后，朝鲜瓷匠将制瓷技术带往日本并在日本成功发现制瓷所需的高岭土，烧制出日本陶瓷史上的首件瓷器。日本陶瓷从此由陶器时代进入瓷器时代。有田烧、萨摩烧等日本知名瓷器都是朝鲜人在日本开创。:163